# Trachyspina madura
Trachyspina madura is een spinnensoort uit de familie Trochanteriidae. De soort komt voor in West-Australië.